# در سحرگاه
در سحرگاه (انگلیسی: In the Wee Small Hours) آلبومی با صدای فرانک سیناترا است که در سال ۱۹۵۵ منتشر شد.